# أرزقي البشير
أرزقي البشير (1857 - 1895)، هو مناضل جزائري من منطقة القبائل ثار وتمرد على المحتل الفرنسي في نهاية القرن 19، تم القبض عليه وسجنه في 14 مايو 1895 مع زميله أحمد سعيد (عبدون).
ولد أرزقي البشير حولي عام 1857 في قرية «Aït Bouhini» في بلدية إعكوران بمنطقة القبائل شمال الجزائر.
المجاهد أرزقي البشير  قد تم إعدامه بالمقصلة جهارا امام الملأ رفقة صاحبه المجاهد سعيد عبدون في منطقة عزازقة (1895).
هذا المجاهد الرمز الذي أضحى لمدة 20 سنة يقارع فرنسا و يرهبها في سلسلة من حرب العصابات رفقة صاحبه محند سعيد عبدون (1875-1895) وثلة من المجاهدين بلغوا حدود 300 مجاهد و اللذين أسماهم الإحتلال الفرنسي ارهابيون خارجون عن القانون.

## إعدامه
مع بزوغ فجر 14 مايو 1895 تم إعدام ارزقي بن البشير بالمقصلة أمام مقر الدرك لعزازقة (تيزي وزو) . ولقب بشهيد المقصلة.